# Dizzy Up the Girl
Dizzy Up the Girl ist das sechste Studioalbum der US-amerikanischen Rockband Goo Goo Dolls aus dem Jahr 1998.

## Entstehung und Veröffentlichung
Die Erstveröffentlichung von Dizzy Up the Girl erfolgte am 22. September 1998 bei Hollywood Records. Das Album erschien in seiner Original Ausführung als CD mit 13 Titeln (Katalognummer: 9 47058-2). Am gleichen Tag erschien auch eine Deluxeversion mit den Bonustiteln Name und Slave Girl (Katalognummer: D31914), zwei Titel aus dem vorangegangenen Studioalbum A Boy Named Goo (März 1995). Am 6. November 2015 erschien das Album erstmals als LP-Ausführung bei Warner Bros. Records (Katalognummer: 9362492607).
Geschrieben und produziert wurden die Lieder von den Goo-Goo-Dolls-Mitgliedern Mike Malinin, John Rzeznik und Robby Takac, wobei Rzeznik einige Titel alleine schrieb. Bei der Produktion erhielt die Band Unterstützung durch Rob Cavallo. Bei den Liedern January Friend, Amigone und Extra Pale übernahm Bassist Robby Takak den Leadgesang.

## Stil
Galten die Goo Goo Dolls zu Beginn ihrer Karriere noch als reine Punkband, ist dieses Album eher in den Bereich Alternative Rock oder Post-Grunge einzuordnen. Die beiden erfolgreichsten Singles, Iris und Slide, sind Balladen aus der Pop-Rock-Schiene. Besonders über die Single Iris, die zum Soundtrack des Filmes Stadt der Engel gehört, wird die Band definiert.

## Titelliste
1. Dizzy – 2:41
2. Slide – 3:33
3. Broadway – 3:58
4. January Friend – 2:44
5. Black Balloon – 4:10
6. Bullet Proof – 4:37
7. Amigone – 3:15
8. All Eyes on Me – 3:57
9. Full Forever – 2:52
10. Acoustic #3 – 1:56
11. Iris – 4:50
12. Extra Pale – 2:10
13. Hate This Place – 4:24

Bonustitel
1. Name – 4:30
2. Slave Girl – 2:18

## Singleauskopplungen
Am 7. April 1998 wurde als erste Single Iris veröffentlicht. Zur Veröffentlichung des Albums wurde dann im September 1998 als zweite Single Slide ausgekoppelt. Im Januar 1999 folge die Leadsingle Dizzy, bevor auch noch Black Balloon und Broadway veröffentlicht wurden.
Die Single Dizzy verfehlte mit Platz 108 knapp die offiziellen Billboard Hot 100 in den Vereinigten Staaten. Obwohl gerade Iris weltweit zu einem Radiohit wurde, verfehlten alle Lieder zunächst die Singlecharts in den deutschsprachigen Ländern. In Österreich stieg es nachträglich im Oktober 2014 in die Singlecharts ein. Besonders in Großbritannien avancierte Iris zum Dauerbrenner; regelmäßig erreicht die Single dort Chartplatzierungen. 2011 konnten die Goo Goo Dolls so erstmals die Top 10 erreichen. In den Vereinigten Staaten stand Iris 18 Wochen lang ununterbrochen an der Spitze der Airplaycharts, dieser Rekord ist bis heute ungebrochen.
Singles in den Charts

| Jahr | Titel         | Höchstplatzierung, Gesamtwochen, AuszeichnungChartplatzierungen (Jahr, Titel, , Platzierungen, Wochen, Auszeichnungen, Anmerkungen) | Höchstplatzierung, Gesamtwochen, AuszeichnungChartplatzierungen (Jahr, Titel, , Platzierungen, Wochen, Auszeichnungen, Anmerkungen) | Höchstplatzierung, Gesamtwochen, AuszeichnungChartplatzierungen (Jahr, Titel, , Platzierungen, Wochen, Auszeichnungen, Anmerkungen) | Höchstplatzierung, Gesamtwochen, AuszeichnungChartplatzierungen (Jahr, Titel, , Platzierungen, Wochen, Auszeichnungen, Anmerkungen) | Höchstplatzierung, Gesamtwochen, AuszeichnungChartplatzierungen (Jahr, Titel, , Platzierungen, Wochen, Auszeichnungen, Anmerkungen) | Anmerkungen                                                |
| Jahr | Titel         | DE | AT | CH | UK | US | Anmerkungen                                                |
| ---- | ------------- | --- | --- | --- | --- | --- | ---------------------------------------------------------- |
| 1998 | Iris          | DE99 (1 Wo.)DE | AT60 (… Wo.)AT | CH79 (… Wo.)CH | UK3 ×7Siebenfachplatin · (… Wo.)UK                                                                                                  | US9 Diamant · (43 Wo.)US | Erstveröffentlichung: 1. April 1998 Verkäufe: + 15.905.000 |
| 1998 | Slide         | — | — | — | UK43 Silber · (2 Wo.)UK | US8 ×3Dreifachplatin · (45 Wo.)US                                                                                                   | Erstveröffentlichung: 17. September 1998                   |
| 1999 | Black Balloon | — | — | — | UK76 (1 Wo.)UK | US16 Platin · (34 Wo.)US | Erstveröffentlichung: 8. Juni 1999                         |
| 2000 | Broadway      | — | — | — | — | US24 (20 Wo.)US | Erstveröffentlichung: 4. September 2000                    |

## Rezeption
Alexander Cordas von laut.de sieht in dem Album als einzigen Kritikpunkt das „Hitpotenzial jeder einzelnen Single. Jedes der 14 Liedchen ist so schön süß und klebrig, daß es sofort im Hörgang hängen bleibt. "Dizzy Up The Girl" ist eine von den Platten, die man zwei Wochen nicht aus seinem CD-Spieler herausbekommt, aber danach wahrscheinlich nur noch selten einlegt.“ Musikexpress.de vergab 5 Sterne und bescheinigt dem Album „druckvolles, energetisches Songwriting, griffige Mitgröl-Refrains und vor allem jede Menge Hits.“ Für rockhard.de sei es „kein Wunder, daß die Band in Amerika mit Platinauszeichnungen überhäuft wird“, da „flotte College-Rocker wie "Dizzy", "Broadway" oder "Full Forever" mit wunderschönen Melodien glänzen und mit ihren Ohrwurm-Refrains geradezu zum Mitträllern einladen.“ AllMusic vergab vier von fünf möglichen Sternen.
Vom US-Magazin Billboard wurde Iris auf Platz eins der besten 100 Popsongs des Jahrzehnts gewählt.

## Kommerzieller Erfolg

### Chartplatzierungen
| ChartsChartplatzierungen       | Höchstplatzierung | Wochen |
| ------------------------------ | ----------------- | ------ |
| Deutschland (GfK)              | 30 (5 Wo.)        | 5      |
| Österreich (Ö3)                | 20 (6 Wo.)        | 6      |
| Vereinigte Staaten (Billboard) | 15 (105 Wo.)      | 105    |
| Vereinigtes Königreich (OCC)   | 47 (3 Wo.)        | 3      |

### Auszeichnungen für Musikverkäufe
Das Album verkaufte sich laut Schallplattenauszeichnungen weltweit über 5,5 Millionen Mal, damit ist es das meistverkaufte Album der Band.
| Land/Region                  | Auszeichnungen für Musikverkäufe (Land/Region, Auszeichnung, Verkäufe) | Verkäufe  |
| ---------------------------- | ---------------------------------------------------------------------- | --------- |
| Australien (ARIA)            | Platin                                                                 | 70.000    |
| Dänemark (IFPI)              | Gold                                                                   | 10.000    |
| Kanada (MC)                  | 4× Platin                                                              | 400.000   |
| Neuseeland (RMNZ)            | Platin                                                                 | 15.000    |
| Vereinigte Staaten (RIAA)    | 5× Platin                                                              | 5.000.000 |
| Vereinigtes Königreich (BPI) | Gold                                                                   | 100.000   |
| Insgesamt                    | 2× Gold · 11× Platin ·                                                 | 5.595.000 |